# Voorstel Slagschepen Koninklijke Marine 1913
Het Voorstel Slagschepen Koninklijke Marine 1913 was een voorstel voor het bouwen van negen slagschepen dat in 1913 werd gedaan door de Nederlandse Koninklijke Marine.

## Achtergrond
In 1912 was er, door oplopende spanningen door de expansie van de Japanse vloot en het terugtrekken van de gevechtsschepen van bondgenoot Groot-Brittannië uit de regio China, behoefte ontstaan aan Nederlandse slagschepen voor de verdediging van Nederlands-Indië. In 1913 deed de Koninklijke Marine een voorstel om negen slagschepen van het dreadnoughttype te bouwen. Vijf hiervan zouden dienst doen in Nederlands-Indië en de andere vier zouden dienst doen rondom Nederland. De slagschepen zouden een flinke bijdrage leveren aan de verdediging van Nederlands-Indië en het handhaven van de neutraliteit in Europa bij eventuele conflicten. Zeven buitenlandse scheepswerven hebben ontwerpen verzonden voor het schip. Het ontwerp van de Duitse scheepswerf Friedrich Krupp Germaniawerft werd uiteindelijk geselecteerd. Zij stelden een schip voor van 27.280 ton met een lengte van zo'n 185 meter.
Het voorstel van de Koninklijke Marine leidde tot debatten tussen officieren van de Koninklijke Marine en de Koninklijke Landmacht over hoe Nederlands-Indië het best beschermd kon worden en hoe de kosten van eventuele schepen tussen Nederlands-Indië en Nederland verdeeld zouden worden. Uiteindelijk besloot de Nederlandse regering om vier slagschepen te kopen. Dit besluit werd echter teruggetrokken in 1914, toen de Eerste Wereldoorlog uitbrak.

## Aanloop naar het voorstel

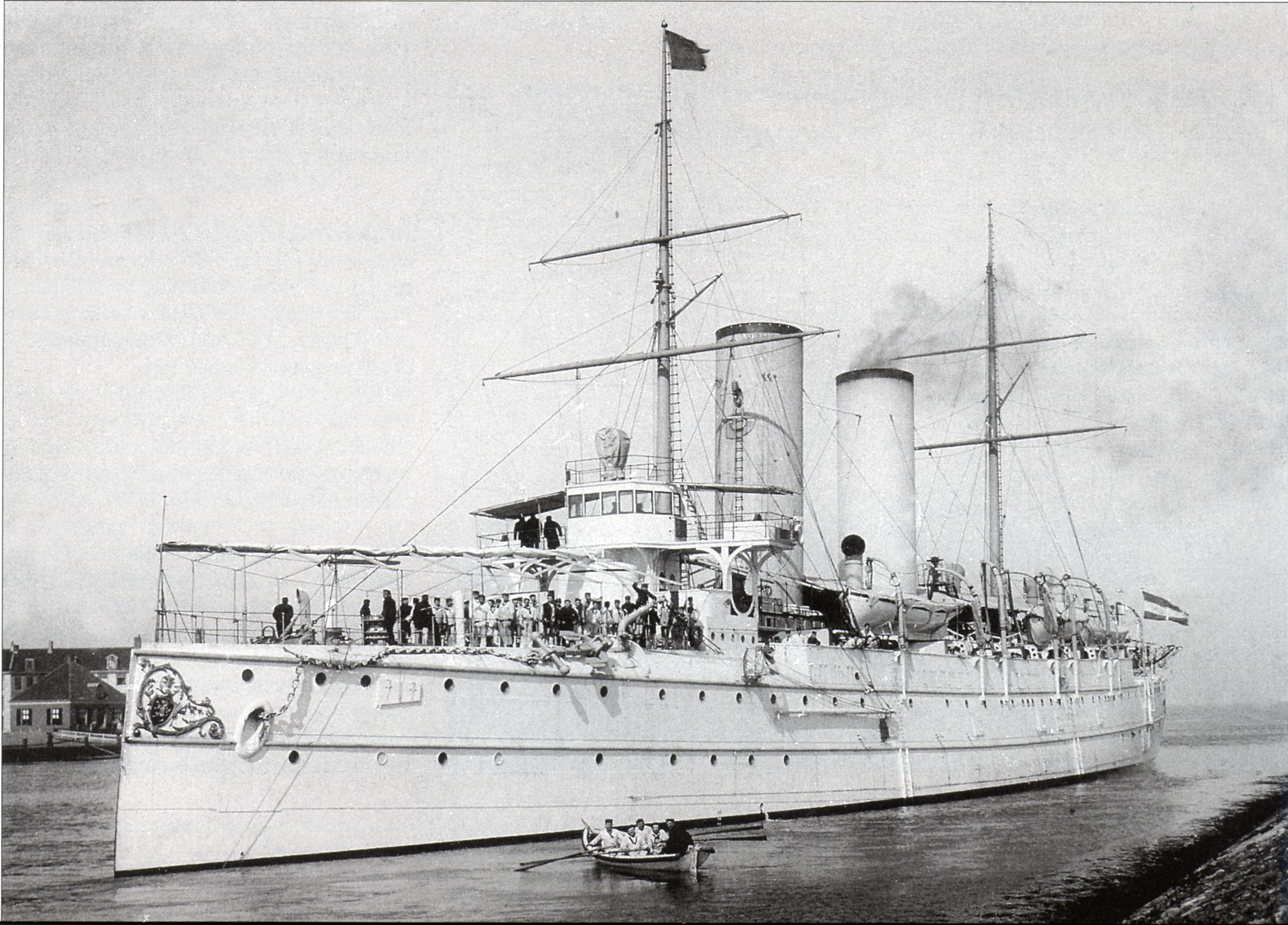
Het pantserdekschip Hr.Ms. Noord-Brabant

Aan het begin van de 20e eeuw ontstonden twijfels of Nederland zijn koloniale rijk, met name Nederlands-Indië, kon beschermen. Deze twijfels werden vooral gevoed door de Russische nederlaag in de Russisch-Japanse oorlog, wat de kracht van de Japanse Keizerlijke Marine liet zien. Ook werden deze angsten aangewakkerd doordat een Brits vlootverband rond China zich terugtrok, waardoor er geen vlootverband aanwezig was die de Japanse Keizerlijke Marine kon afschrikken.
Nederland had, bij het uitbreken van de Russisch-Japanse oorlog in 1904, het pantserschip Hr.Ms. Koningin Regentes en de pantserdekschepen Hr.Ms. Gelderland, Hr.Ms. Noord-Brabant, Hr.Ms. Holland, Hr.Ms. Utrecht en Hr.Ms. Friesland in Nederlands-Indië. Dit algemeen eskader werd vaak aangevuld met kleine eenheden van de Gouvernementsmarine en schepen zoals torpedobootjagers en fregatten. Hr.Ms. Koningin Regentes had geschut van 240 mm. De pantserdekschepen hadden een geringer geschut van circa 150 mm. Ondanks dat deze vloot tijdens de oorlog niet in actie hoefde te komen, moest deze uitgebreid worden als antwoord op eventuele Japanse agressie in de toekomst. De komst van de acht torpedobootjagers van de Wolfklasse en het pantserschip Hr.Ms. De Zeven Provinciën, maakte de marine nog niet tevreden; deze schepen zouden alsnog geen kans maken tegen de veel zwaarder bewapende Japanse schepen. Daarom werd in 1911 een onderzeeboot gebouwd en kwamen er plannen voor vier pantserschepen. Deze pantserschepen zouden bewapend worden met ieder vier 280mm-kanonnen en tien 102mm-kanonnen. Ieder schip had drie torpedobuizen, een pantser van 153 mm en een kanonpantser van 203 mm. Deze schepen werden bijna gekozen, tot het Huis van Afgevaardigden stelde dat Nederland meer baat had bij dreadnoughttype slagschepen.
In september 1912 contacteerde marine-minister Hendrikus Colijn Friedrich Krupp Germaniawerft en vroeg of ze een ontwerp voor dreadnought-slagschepen konden maken. De scheepswerf verstuurde op 25 september 1912 hun ontwerp naar de Koninklijke Marine. Het ontwerp was gebaseerd op de Duitse Kaiserklasse slagschepen, alleen had de Nederlandse variant minder, maar wel zwaardere kanonnen (343 mm i.p.v. 305). De Nederlandse schepen waren één knoop sneller, ten koste van de dikte van het pantser.

## Voorstel
In augustus 1913 overhandigde de Koninklijke Marine haar bevindingen en aanbevelingen aan de regering. Onder andere werd vermeld dat internationale relaties rond de kolonie Nederlands-Indië aan het verslechteren waren en er een vergroot risico was dat de Koninklijke Marine (en ook de KNIL) bij een eventueel Aziatisch conflict in de toekomst een rol zouden spelen. De marine pleitte voor een grotere en krachtigere vloot die capabel was de koloniën en het thuisland te beschermen mocht een natie die aanvallen. De Koninklijke Marine was erg specifiek in de roep naar negen slagschepen; de schepen moesten 21.000 ton worden, een snelheid halen van 21 knopen. Ook moesten ze beschikken over acht 340mm-, zestien 150mm- en twaalf 75mm-kanonnen. Verder werd er gepleit voor zes torpedobootjagers, acht torpedoboten, acht onderzeeboten en twee grote mijnenleggers. Dit plan zou 17 miljoen gulden per jaar gaan kosten. Om hiervoor te betalen moest er op de landmacht in Nederlands-Indië bezuinigd worden.
De Koninklijke Marine had 2.800 nieuwe manschappen moeten werven voor alle voorgestelde slagschepen. De Koninklijke Marine vond het onwaarschijnlijk dat Nederlandse burgers zich hiervoor zouden opgeven. Het gevolg hiervan was dat de manschappen voornamelijk getrainde Indonesiërs moesten worden. Er heerste echter een grote segregatie tussen de blanken en de Indonesiërs, waardoor de efficiëntie van schepen omlaag zou gaan.
De voorstellen leidden tot hevige debatten. Hendrick van Kol, een van de leiders van de SDAP, betoogde dat het opbouwen van een sterke vloot Nederlandse neutraliteit zou hinderen, omdat het onmogelijk zou worden om met een grote vloot een conflict te vermijden als een natie territoriaal water schond. Andere sceptici vonden het onverstandig om een grote vloot te maken, omdat Nederland dan mee zou doen aan de wapenwedloop die toen in Europa gaande was. Ook zorgde de competitie tussen grootmachten ervoor dat ze annexatie van Nederlands-Indië niet van elkaar zouden toestaan. In een conflictsituatie zou Nederland dus vrij makkelijk een sterke bondgenoot hebben, waardoor het dus zinloos zou zijn om hun eigen vloot uit te breiden. Ook de Koninklijke Landmacht was tegen. Zij vonden dat Nederlands-Indië beter verdedigd kon worden door landtroepen dan door de marine en dat het dus onverstandig was om te bezuinigen op het landcomponent in Nederlands-Indië. De Gouverneur-Generaal van Nederlands-Indië, Alexander Willem Frederik Idenburg, vond het noodzakelijk dat de landmacht én de marine uitgebreid werd, hij pleitte voor zeven slagschepen die gestationeerd moesten worden in Nederlands-Indië. Hij was ervan overtuigd dat er geen slagschepen in Europa gestationeerd hoefden te worden, volgens hem konden kleinere schepen, zoals kruisers, deze taak overnemen. Andere voorstanders van de slagschepen, geleid door Onze Vloot, vonden dat de slagschepen nodig waren om Nederlands-Indië te beschermen. Als Nederlands-Indië geannexeerd zou worden, zou dat immers een grote klap zijn voor de Nederlandse economie. Ook het aanzien van Nederland zou er flink door worden beschadigd. Uiteindelijk besloot de Nederlandse regering om vier slagschepen te bestellen. Geen daarvan zou dienen in Europese wateren, wel waren de schepen groter dan de Koninklijke Marine had voorgesteld.

## Ontwerp
Germaniawerft stuurde op 4 maart 1913 een aangepast slagschip – genaamd project 753 – naar de Koninklijke Marine. Zoals gevraagd was het hoofdgeschut verdeeld over vier torens, die alle zouden beschikken over twee lopen. Er kwamen meer 150mm-kanonnen, de snelheid werd verbeterd met 0,5 knopen, het pantser werd veranderd, de ammunitie werd voor het hoofdgeschut vermeerderd van 75 naar 100 projectielen en van het 150mm-geschut van 100 naar 150 projectielen. Ook de waterverplaatsing werd verhoogd. Later werd het ontwerp veranderd; het geschut werd in plaats van over vier dubbelloopse, naar twee vierloopse torens verplaatst met beter pantser en de waterverplaatsing werd wederom meer. Dit ontwerp werd niet geaccepteerd.

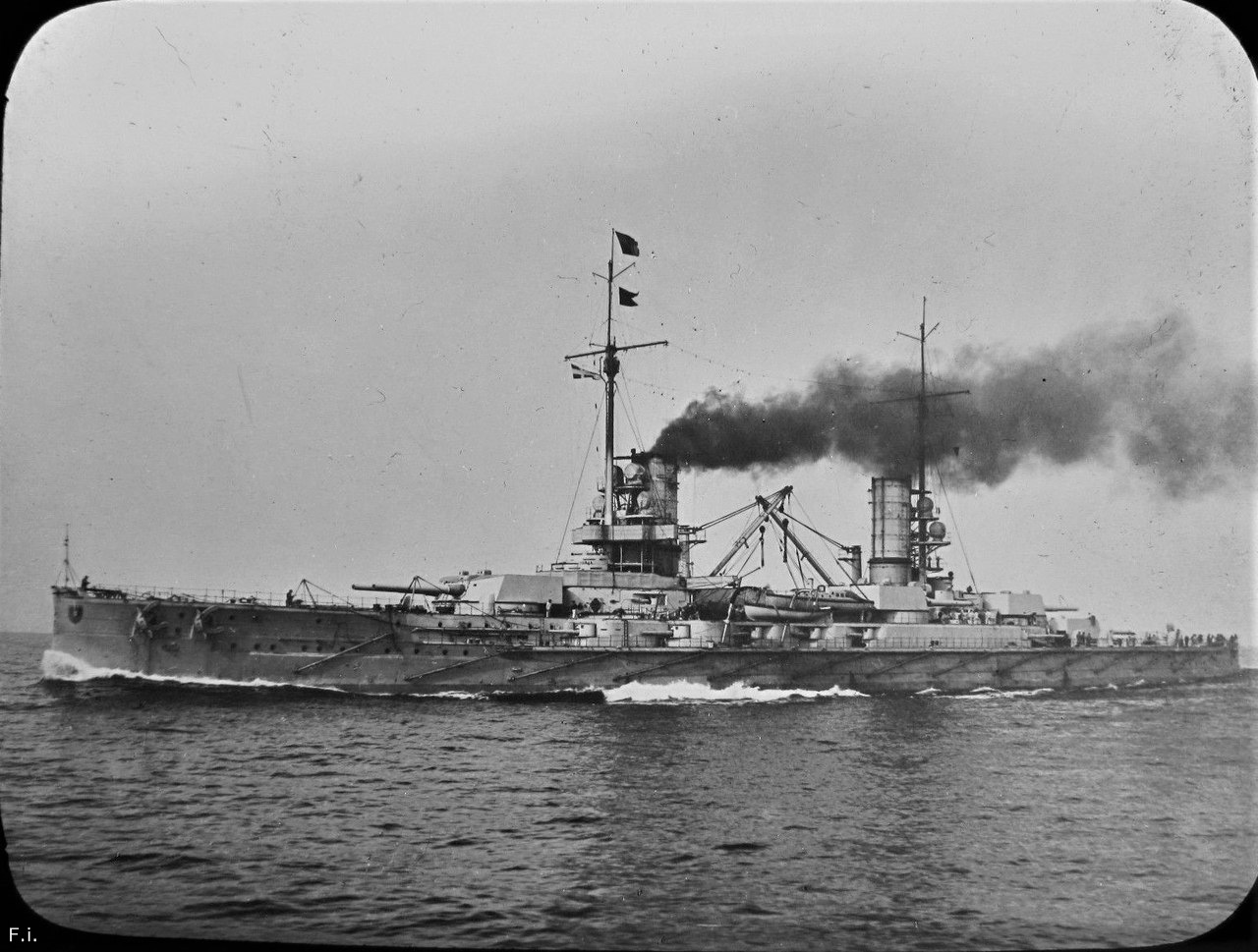
De SMS Kaiser een slagschip van de Kaiserklasse slagschepen

Op 10 november 1913 werd er een vergadering gehouden, georganiseerd door marine-minister Jean Jacques Rambonnet, met als doel het bepalen van de wapen- en pantserspecificaties van de schepen. Er werd besloten dat de schepen bewapend zouden worden met acht 343mm-kanonnen in vier dubbeltorens, ze zestien kanonnen van 150 mm zouden krijgen, twaalf 75mm-kanonnen en twee (en wanneer mogelijk vier) 553mm-torpedobuizen. De schepen moesten een maximumsnelheid halen van 21 knopen en 9300 kilometer kunnen afleggen. Op 13 maart 1914 werd dit door de regering veranderd. De schepen moesten een waterverplaatsing krijgen van 25.000 ton, het hoofdgeschut werd nu 356 mm, en de snelheid werd verhoogd naar 22 knopen.
In juni 1914 werden er eindontwerpen van zeven verschillende werven verstuurd naar de Koninklijke Marine; Germaniawerft, Blohm & Voss, AG Vulcan in samenwerking met Bethlehem Steel en AG Weser, Sir W G Armstrong Whitworth & Co, Fairfield Shipbuilding and Engineering Company en Vickers.
Geen van deze firma's was Nederlands, de Nederlandse werven beschikten niet over de capaciteiten om schepen van deze grootte te maken.
Volgens militair historicus Anthonie van Dijk zou het ontwerp van Friedrich Krupp Germaniawerft waarschijnlijk gekozen zijn, mocht het project door zijn gegaan. Hun ontwerp bedroeg een 24.473 ton waterverplaatsing met een lengte van 184 meter, een breedte van 28 meter, en een diepteligging van 9 meter. De vier dubbeltorens waren voorzien van 356mm-geschut. De 150mm-kanonnen zouden in speciale kazematten geplaatst worden, die zich ongeveer 6 meter boven het water zouden bevinden. Het pantser midscheeps zou 250 mm zijn en de voor- en achterkant 150 mm.

## Debat over de kosten
Er werd een hevig debat gevoerd over hoe de kosten van de slagschepen verdeeld moesten worden over Nederland en Nederlands-Indië. Een klein gedeelte van de Koninklijke Marine wilde dat de kosten gelijk verdeeld zouden worden, maar het grootste gedeelte wilde dat voornamelijk Nederlands-Indië de kosten zal dekken. Dit standpunt werd voornamelijk beargumenteerd met: 'Nederlands-Indië heeft er het meest profijt van, dus zij
moeten het betalen.' Tegenargumenten waren dat Nederland veel baat had bij het behouden van Nederlands-Indië en dat de val ervan een grote impact zou hebben op de Nederlandse economie.

Om een confrontatie over de marinebegroting te voorkomen, stelde de Nederlandse regering parlementaire besprekingen van de aanbevelingen van de Koninklijke Marine uit in 1913 en begin 1914. Tegen die tijd had de campagne van Onze Vloot ter ondersteuning van de vloot een aanzienlijke impuls gekregen. Eind 1913 aanvaardde de regering een aanbod van vertegenwoordigers van het Nederlandse bedrijfsleven om 120.000 gulden bij te dragen in de kosten van een tweede oorlogsschip zodra het parlement de financiering voor het eerste schip goedkeurde. Desondanks bleef de regering van het indienen van een plan voor de verdediging van Nederlands-Indië aan het parlement uitstellen, hoewel het werk werd voortgezet. De grootste moeilijkheid bleef de vraag waarvan het geld vandaan moest komen voor de vloot. De minister van koloniën, Thomas B. Pleyte, was van mening dat de bevolking van Nederlands-Indië zoveel mogelijk moest worden beschermd tegen de kosten van de schepen, zodat de financiering voor welzijnsprojecten niet werd verlaagd of de belastingen werden verhoogd van de reeds hoge niveaus. In 1914 vestigde hij zich op een plan waarbij de nodige inkomsten zouden worden gegenereerd door verhoging van de belastingen op uitvoerrechten en vracht die worden vervoerd door particuliere spoorwegen en schepen. 

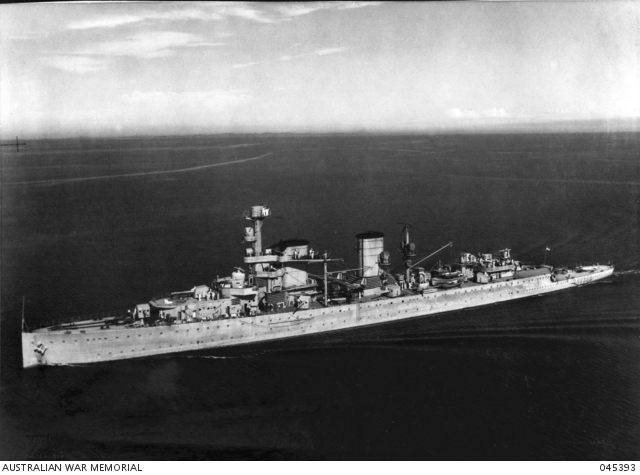
Hr.Ms. Java

De verdeling van de kosten van de slagschepen werd midden juli 1914 bevestigd. Rond deze tijd was er nog steeds geen beslissing genomen over de ontwerpen van de slagschepen. Volgens de planning moest de kiel van het schip gelegd worden in december 1914 en moest het eerste schip af zijn rond 1918. Toen de Eerste Wereldoorlog uitbrak werden de plannen teruggetrokken, omdat tijdens de oorlog geen schepen ingekocht konden worden van buitenlandse werven. In plaats van de slagschepen werden in 1915 drie Javaklasse kruisers besteld, waarvan er maar twee zijn afgebouwd.

## Gevolgen
Er werden nieuwe vergaderingen gevoerd over de uitbreiding van de vloot rond 1920 en 1921. De Koninklijke Marine raadde geen slagschepen meer aan. Alle marineschepen waarvan de kiel vóór 31 december 1914 gelegd waren moesten afgebouwd worden. Verder moesten er twee kruisers, twaalf torpedobootjagers en zestien onderzeeboten bijkomen. Dit plan werd in november 1921 voorgelegd aan de Tweede Kamer, maar werd verworpen met één stem.
Nieuwe angsten vanwege de expansie van de Japanse vloot rond 1930 werd beantwoord met een voorstel van drie slagkruisers van Klasse 1047. In februari 1940 werd begonnen met de bouw van deze schepen. Door de Duitse inval in de Tweede Wereldoorlog kwam de bouw echter ten einde.